# Круїзний лайнер класу Excellence
Клас Excellence, включаючи підкласи Helios class і XL або Excel class, — це клас круїзних суден, замовлений Carnival Corporation & plc для її дочірніх брендів AIDA Cruises, Costa Cruises, P&O Cruises і Carnival Cruise Line. Кораблі будуються Meyer Werft на їх верфі в Папенбурзі, Німеччина, і Meyer Turku на їхній верфі в Турку, Фінляндія. Перший, AIDAnova, надійшов на службу для AIDA Cruises у 2018 році.

## Історія
У березні 2015 року Carnival Corporation уклала стратегічне партнерство з Meyer Werft щодо будівництва нових кораблів у період з 2018 по 2022 рік. У червні 2015 року було замовлено чотири кораблі для поставки між 2019 і 2020 роками. У вересні 2016 року для Carnival Cruise Line і P&O Cruises було замовлено ще три кораблі для доставки в 2020 і 2022 роках.
Клас Excellence стане першим у світі круїзним судном, яке працюватиме на зрідженому природному газі (СПГ) і традиційному мазуті, що має на меті зробити їх більш екологічними, ніж традиційні дизельні судна.  Очікується, що кожне судно коштуватиме 950 мільйонів доларів.
Перші чотири кораблі цього класу зазнали затримки доставки. Затримки AIDAnova, Costa Smeralda та Mardi Gras були пов’язані з тим, що кораблі першими почали заправлятися СПГ, складнощами конструкції, труднощами з координацією субпідрядників і великими розмірами кораблів. Затримка Iona була пов’язана з тимчасовим призупиненням роботи компанії P&O Cruises і уповільненням ходу будівництва у відповідь на пандемію COVID-19. Пізніше свято Марді Гра було відкладено до 2021 року також через пандемію.

## Кораблі
| Корабель             | Підклас     | Побудований | Оператор             | Будівельник | Валовий тоннаж | Прапор                | номер IMO | Примітки                                                                         | Зображення | Новобудова № |
| -------------------- | ----------- | ----------- | -------------------- | ----------- | -------------- | --------------------- | --------- | -------------------------------------------------------------------------------- | ---------- | ------------ |
| AIDAnova             | клас Геліос | 2018 рік    | AIDA Cruises         | Meyer Werft | 183 858        | Італія                | 9781865   | Перший у світі круїзний лайнер, що працює на СПГ.                                |            | S.696        |
| Costa Smeralda       |             | 2019 рік    | Costa Cruises        | Meyer Turku | 185 010        | Італія                | 9781889   |                                                                                  |            | NB 1394      |
| Iona                 | Клас Excel  | 2020 рік    | P&O Cruises          | Meyer Werft | 184 089        | Об'єднане Королівство | 9826548   |                                                                                  |            | S.710        |
| Mardi Gras           | Клас Excel  | 2020 рік    | Carnival Cruise Line | Meyer Turku | 181 808        | Багамські острови     | 9837444   |                                                                                  |            | NB 1396      |
| AIDAcosma            | клас Геліос | 2021 рік    | AIDA Cruises         | Meyer Werft | 183 900        | Італія                | 9781877   | Спочатку планувалося на 2020 рік.                                                |            | S.709        |
| Коста Тоскана        |             | 2021 рік    | Costa Cruises        | Meyer Turku | 186 364        | Італія                | 9781891   | Спочатку планувалося на 2020 рік.                                                |            | NB 1395      |
| Carnival Celebration | Клас Excel  | 2022 рік    | Carnival Cruise Line | Meyer Turku | 183 521        | Багамські острови     | 9837456   | Будівництво розпочато 13 січня 2021 року                                         |            | NB 1397      |
| Арвія                | Клас Excel  | 2022 рік    | Круїзи P&O           | Meyer Werft | 185 581        | Об'єднане Королівство | 9849693   | Будівництво розпочато 22 лютого 2021 року                                        |            | S.716        |
| Carnival Jubilee     | Клас Excel  | 2023 рік    | Carnival Cruise Line | Meyer Werft | 183 200        |                       | 9851737   | Спочатку замовлений для AIDA Cruises. Будівництво розпочато 18 березня 2022 року |            | S.717        |

Carnival Festivale & Carnival Tropicale  